# Machinist (treinbestuurder)

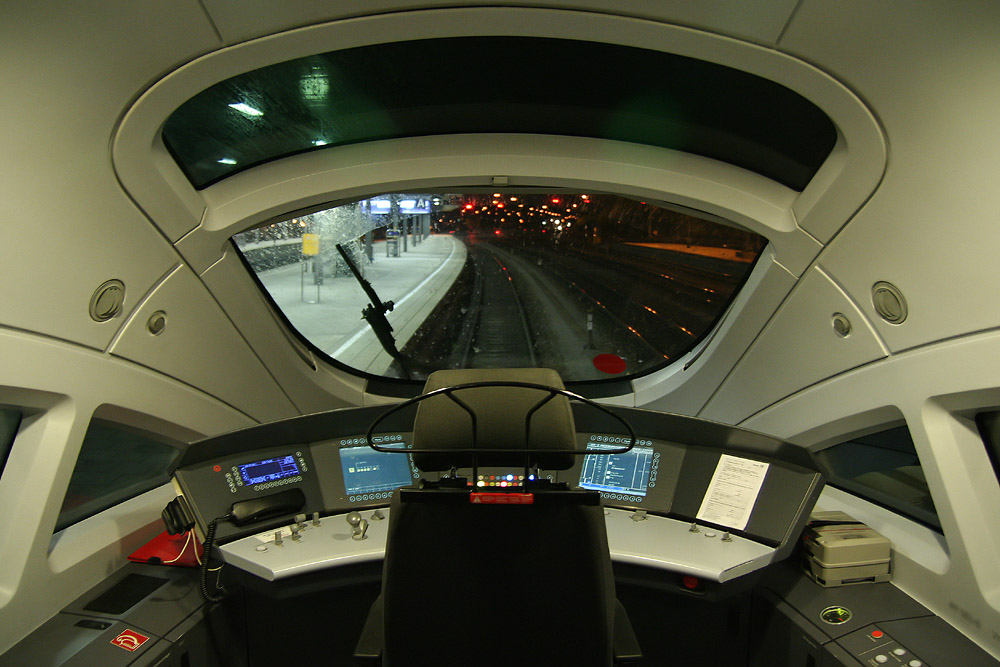
Cabine van een ICE 3

Een machinist is de bestuurder van een trein. In België wordt hij treinbestuurder genoemd. In de Nederlandse regeling spoorverkeer wordt bestuurder gebruikt. Afkortingen zijn 'mcn' in Nederland en 'TB' in België. Een Nederlandse machinist wordt door zijn collega's aangesproken als 'meester', een term die stamt uit het stoomtijdperk, toen de machinist de stoker opleidde tot machinist.

## Taak en verantwoordelijkheid
De machinist is verantwoordelijk voor het versnellen en remmen van de trein, het opvolgen van seinen, en over het geheel, het garanderen van de veiligheid van de trein. Voor goederentreinen heeft hij in de meeste landen de algehele verantwoordelijkheid. De treinconducteur met de hoogste rang, de chef van de trein, heeft in de meeste landen de algehele verantwoordelijkheid voor passagierstreinen.
Bij het ontbreken van een conducteur is de machinist zelf chef van de trein.
Een zware trein kan twee of meer locomotieven nodig hebben. Zijn het stoomlocomotieven, dan heeft elke locomotief een eigen machinist en stoker nodig. In dat geval is de machinist van de voorste locomotief de chef van de trein.
Een machinist hoeft de trein niet als een auto te sturen, want de trein wordt vanzelf in de juiste richting geleid door de wielen die over de rails rijden. De treindienstleider zorgt ervoor dat de wissels in de juiste stand liggen. Alleen op spoorwegemplacementen moet de machinist nog weleens uitstappen om een wissel met de hand om te leggen (bij een stoomlocomotief is dat de taak van de stoker). De machinist dient de opdrachten van de seinen op te volgen. Verder zal de machinist proberen tijdig te stoppen als hij ziet dat de trein niet in de juiste richting geleid wordt.
Om te garanderen dat de machinist waakzaam is, moet hij gedurende de rit een dodemansknop bedienen. Doet de machinist dat niet, of niet op de juiste wijze, dan komt de trein automatisch met een snelremming tot stilstand.

## Opleiding
In Europa heeft een treinbestuurder een aantal bevoegdheden nodig:
- algemeen treinbestuurder - als een treinbestuurder eenmaal zijn basisdiploma heeft mag hij in principe in de toekomst overal in de EU werken. Vroeger was elke basisopleiding voor treinbestuurder specifiek gebonden aan het spoornet en niet overdraagbaar naar ander andere landen of spoornetten.
- een aanvullend diploma voor het specifiek spoornet;
- bevoegdheid voor het treintype (materieelbekendheid);
- routekennis van het te berijden traject (wegbekendheid);
- bij grensoverschrijdend verkeer moet hij ook toestemming hebben om op het buitenlandse spoornet te rijden. Hierbij kunnen ook taaleisen gesteld worden (dus bevoegdheid in het buitenland, bijvoorbeeld België).

### Nederland
De eisen om machinist te kunnen worden zijn:
- minimaal 18 jaar oud voor volledige bevoegdheid (binnenlands vervoer); minimaal 21 jaar voor volledige bevoegdheid (grensoverschrijdende treinen);
- minimaal (v)mbo;
- indien drager van bril of contactlenzen: sterkte tussen +8 en -8 dioptrie (beide inclusief);
- niet kleurenblind;
- technisch inzicht;
- psychologisch geschikt;
- medisch goedgekeurd.

Er bestonden opleidingen bij ARRIVA, Breng, Connexxion, Syntus, Veolia Transport Rail, NS International en NS Reizigers. Deze bestonden uit een keuring en aanname een opleiding BLM (Basis Leerweg Machinist). Deze cursus bestaat uit theorie (kennis van seinen en reglementen) afgewisseld met rijdagen onder leiding van een mentor. Na het succesvol afronden van de theorietoets, welke onder andere wordt afgenomen door het VVRV (veiligheid & vakmanschap railvervoer) in Den Haag, begint de BLM-machinist aan zijn 100 rijdagen. In die 100 rijdagen wordt gereden op vooraf bepaalde trajecten, welke volgens de Inspectie Verkeer en Waterstaat aan verschillende voorwaarden moet voldoen. De eerste 40 rijdagen worden eveneens met mentor gereden; na elke dienst tekent de mentor om de dienst geldig te verklaren. Vervolgens wordt een Proeve van Bekwaamheid afgenomen, waarin de BLM-machinist wordt getoetst op zijn praktische kennis. Vanaf dat moment is de BLM-machinist Volledig Bevoegd (Machinist VB). Zijn resterende 60 rijdagen volbrengt hij dan ook zelfstandig, op de trajecten die voor hem geldig zijn. Afwijken van deze trajecten is niet mogelijk, daar de machinist buiten zijn (leer)trajecten geen wegbekendheid heeft. Als dan de 60 rijdagen ook voltooid zijn, gaat de machinist wegleren voor het basispakket van zijn standplaats.
In het goederenvervoer begint een machinist meestal als rangeerder/wagenmeester. Nadat in deze functies voldoende kennis is opgedaan, volgt de theorie-opleiding tot machinist en 20 praktijkdagen op een vast baanvak met 1 materieeltype. Na een theorie- en praktijkexamen moet de machinist 60 volledige diensten rijden op dit baanvak, waarna hij een voortgangsexamen moet afleggen. Na dit examen mag hij landelijk gaan wegleren en krijgt hij eventueel aanvullende materieelcursussen.
De machinist goederenvervoer is belast met de dagelijkse technische controle van locomotief, wagens en lading. Hij koppelt zelf de locomotief af en aan, plant rangeerwerkzaamheden en stemt deze af met de treindienstleider en personeel van andere vervoerders. Zo nodig doet hij dienst als rangeerder of wagenmeester.
Er zijn machinistenopleidingen op mbo-niveau voor zowel reizigers- als goederenvervoer te 's-Hertogenbosch, Rotterdam, Amsterdam en vanaf augustus 2016 in Almelo.

### België
Sinds kort heeft de NMBS zijn opleidingen vernieuwd. Vroeger kreeg de treinbestuurder zowel opleiding van goederentreinen als van reizigerstreinen en werd gecertificeerd om met beide te rijden. Met de huidige opleidingen zal een treinbestuurder enkel gecertificeerd worden voor het besturen van goederen- of reizigerstreinen. Bij de aanwervingen moet aan volgende punten worden voldaan:
- ten minste 18 jaar en in het bezit van een diploma aso, tso of bso (7e jaar);
- een uittreksel uit het strafregister model 595 (het vroegere getuigschrift van goed zedelijk gedrag) kunnen voorleggen;
- de nationaliteit van een van de lidstaten van de Europese Unie hebben;
- slagen voor de medische en psychotechnische proeven.

Als de sollicitant hieraan voldoet, begint de eigenlijke opleiding. De opleiding duurt 280 werkdagen, onder meer 110 dagen volgen met monitor en 15,5 dagen op simulatoren. Behalve lijnstudie krijgt de aspirant-bestuurder taken die tijdens de praktijkopleiding met de monitor moeten uitvoeren. Tijdens de theorie wordt uitgegaan van praktische situaties. De lessen worden gegeven in 3 fasen. In het begin krijgen de leerlingen normale situaties voorgeschoteld met de daarbij horende reglementering. Door de fasen heen krijgen de leerlingen te maken met steeds moeilijkere gevallen zodat ze in de derde en laatste fase een rit tijdens verschillende soorten, uitzonderlijke omstandigheden kunnen doen en een aantal types materieel kennen. Na iedere fase wordt een examen afgenomen over de behandelde reglementering. Bij de eerste fase is er geen herkansing mogelijk. Als de aspirant-bestuurder faalt bij de tweede en derde fase kan binnen de 14 dagen een herkansing volgen. Tot slot is er het praktische examen door een baanproef af te leggen. Tijdens de eerste 5 jaar zal de jonge en onervaren bestuurder regelmatig (minimum 3 keer per jaar) tijdens zijn diensten gevolgd worden. Na 5 jaar is dit minstens 1 keer per jaar.

## Voetnoot
1. ↑   De wijze van bedienen loopt uiteen. Per land of per spoorwegmaatschappij kunnen andere regels gelden. Vaak komt het meer op het ononderbroken ingedrukt houden van een knop of een pedaal, soms aangevuld met de eis dat de knop of het pedaal met een maximale tussenpoos even losgelaten moet worden.

## Verwijzingen
1. ↑  Regeling spoorverkeer. Landelijke wet- en regelgeving op overheid.nl. Gearchiveerd op 7 september 2023.
2. ↑  Machinist railvervoer Koning Willem I College.